# Ливийско-малайзийские отношения
Ливийско-малайзийские отношения — двусторонние отношения между Ливией и Малайзией. Ливия имеет посольство в Куала-Лумпуре, Малайзия в свою очередь имеет посольство в Триполи.

## История
26 августа 2011 года Малайзия признала новое правительство Национального переходного совета в качестве временного правительства Ливии.

## Экономические отношения
Ливия рассматривает Малайзию как образец для расширения экономики страны. В настоящее время в Ливии работают шесть малайзийских нефтегазовых компаний, а страна ищет в Малайзии поиск дополнительных инвестиций для развития экономики, сильно пострадавшей от последствий гражданской войны. Соглашение о авиасообщении между странами было подписано в 2009 году и обе страны согласились официально оформить меморандум о взаимопонимании по национальным авиакомпаниям. Ливия также стремится к сотрудничеству с Малайзией в сфере исламского банкинга.